# Indios de Ciudad Juárez (béisbol)
Para el equipo de baloncesto, véase Indios de Ciudad Juárez (baloncesto).
Para el equipo de fútbol, véase Club de Fútbol Indios.
Los Indios de Ciudad Juárez fue un equipo que participó en la Liga Mexicana de Béisbol con sede en Ciudad Juárez, Chihuahua, México; y que compite en la actualidad en la Liga Estatal de Béisbol de Chihuahua.

## Historia
Primer Juego de LMB: sábado 24 de marzo de 1973, Rol Regular. Saraperos de Saltillo 4-5 Indios de Ciudad Juárez. PG: Ignacio Fajardo, PP: Roberto Verdugo.
Último Juego de LMB: viernes 17 de agosto de 1984, Quinto Juego de la Final LMB. Leones de Yucatán 9-0 Indios de Ciudad Juárez. PG: Ken Angulo, PP: Ramón Serna. HR: Arturo De Freites, Dominic Fucci y Pedro Borbón (YUC).

### Campeonato de 1982 en la Liga Mexicana
Se corona campeón en el estadio Cruz Blanca, en 1982.

## Estadio
Los Indios tuvieron como casa el Estadio Cruz Blanca con capacidad para 5,000 espectadores.
Los "Indios" cuentan como casa el Estadio Juárez con capacidad de hasta 20,000 espectadores.
\

## Plantilla 2024

### Jugadores destacados
- Teodoro Higuera.
- Antonio Briones.
- Rafael García.
- Manuel "Manolo" Fortes.

### Números retirados
#23 - Enrique "Pelón" Licón.

### Novatos del año
- 1981  Teodoro Higuera.
- 1983  Ramón Serna.

### Campeones Individuales LMB

#### Campeones Bateadores
| Año  | Nombre        | Porcentaje |
| ---- | ------------- | ---------- |
| 1982 | Robert Smith  | .357       |
| 1983 | Ricardo Durán | .377       |

#### Campeones Productores
| Año | Nombre  | Producidas |
| --- | ------- | ---------- |
| NA  | Ninguno | NA         |

#### Campeones Jonroneros
| Año | Nombre  | Jonrones |
| --- | ------- | -------- |
| NA  | Ninguno | NA       |

#### Campeones de Bases Robadas
| Año  | Nombre             | Bases |
| ---- | ------------------ | ----- |
| 1975 | Antonio Briones    | 42    |
| 1976 | Antonio Brionse    | 68    |
| 1980 | Antonio Brionse(1) | 18    |
| 1982 | Antonio Briones    | 60    |

#### Campeones de Juegos Ganados
| Año  | Nombre          | Récord |
| ---- | --------------- | ------ |
| 1981 | Rafael García   | 20-5   |
| 1982 | Rafael García   | 19-8   |
| 1983 | Teodoro Higuera | 17-8   |

#### Campeones de Efectividad
| Año  | Nombre        | Porcentaje |
| ---- | ------------- | ---------- |
| 1979 | Rafael García | 1.69       |

#### Campeones de Ponches
| Año  | Nombre           | Ponches |
| ---- | ---------------- | ------- |
| 1979 | Rafael García    | 222     |
| 1980 | Rafael García(1) | 47      |
| 1981 | Rafael García    | 187     |
| 1983 | Teodoro Higuera  | 165     |

#### Campeones de Juegos Salvados
| Año | Nombre  | Juegos |
| --- | ------- | ------ |
| NA  | Ninguno | NA     |

1 Líder en la temporada extraordinaria de 1980.

## Ejecutivos del año
La organización ha obtenido el nombramiento de Ejecutivo del Año en la LMB en una ocasión.
- '1979'  Rogelio Treto.